# Ère Bunmei
L'ère Bunmei (文明) est une des ères du Japon (年号, nengō, lit. « nom de l'année ») après l'ère Ōnin et avant l'ère Chōkyō. Cette ère couvre la période allant du mois d'avril 1469 au mois de juillet 1487. L'empereur régnant est Go-Tsuchimikado-tennō (後土御門天皇).

## Changement d'ère
- 1469 Bunmei gannen (文明元年?) : Le nom de la nouvelle ère est créé pour marquer un événement ou une succession d'événements. La précédente ère se termine quand commence la nouvelle, en Ōnin 3.

## Événements de l'ère Bunmei
- 1468 (Bunmei 2, 7e mois) : Ichijō Kaneyoshi est relevé de ses devoirs de régent kampaku à l'âge de 69 ans[3].
- 18 janvier 1471 (Bunmei 2, 27e jour du 12e mois ) : L'ancien empereur Go-Hanazono meurt à l'âge de 52 ans[3].
- 16 avril 1473 (Bunmei 5, on the 19e jour du 3e mois) : Yamana Sōzen meurt à l'âge de 70 ans[4].
- 1478 (Bunmei 10) : Ichijō Kaneyoshi (1402–1481) publie Bummei ittō-ki (Sur l'unité du savoir et de a culture) qui traite de l'éthique politique et de six points relatifs aux devoirs du prince[1].
- 21 février 1482 (Bummei 14, 4e jour du 2e mois) : Début de la construction du pavillon d'argent au Ashikaga Yoshimasa[5].

| Bunmei    | 1re  | 2e   | 3e   | 4e   | 5e   | 6e   | 7e   | 8e   | 9e   | 10e  | 11e  | 12e  | 13e  | 14e  | 15e  | 16e  | 17e  | 18e  | 19e  |
| Grégorien | 1469 | 1470 | 1471 | 1472 | 1473 | 1474 | 1475 | 1476 | 1477 | 1478 | 1479 | 1480 | 1481 | 1482 | 1483 | 1484 | 1485 | 1486 | 1487 |